# Academia Politécnica Naval

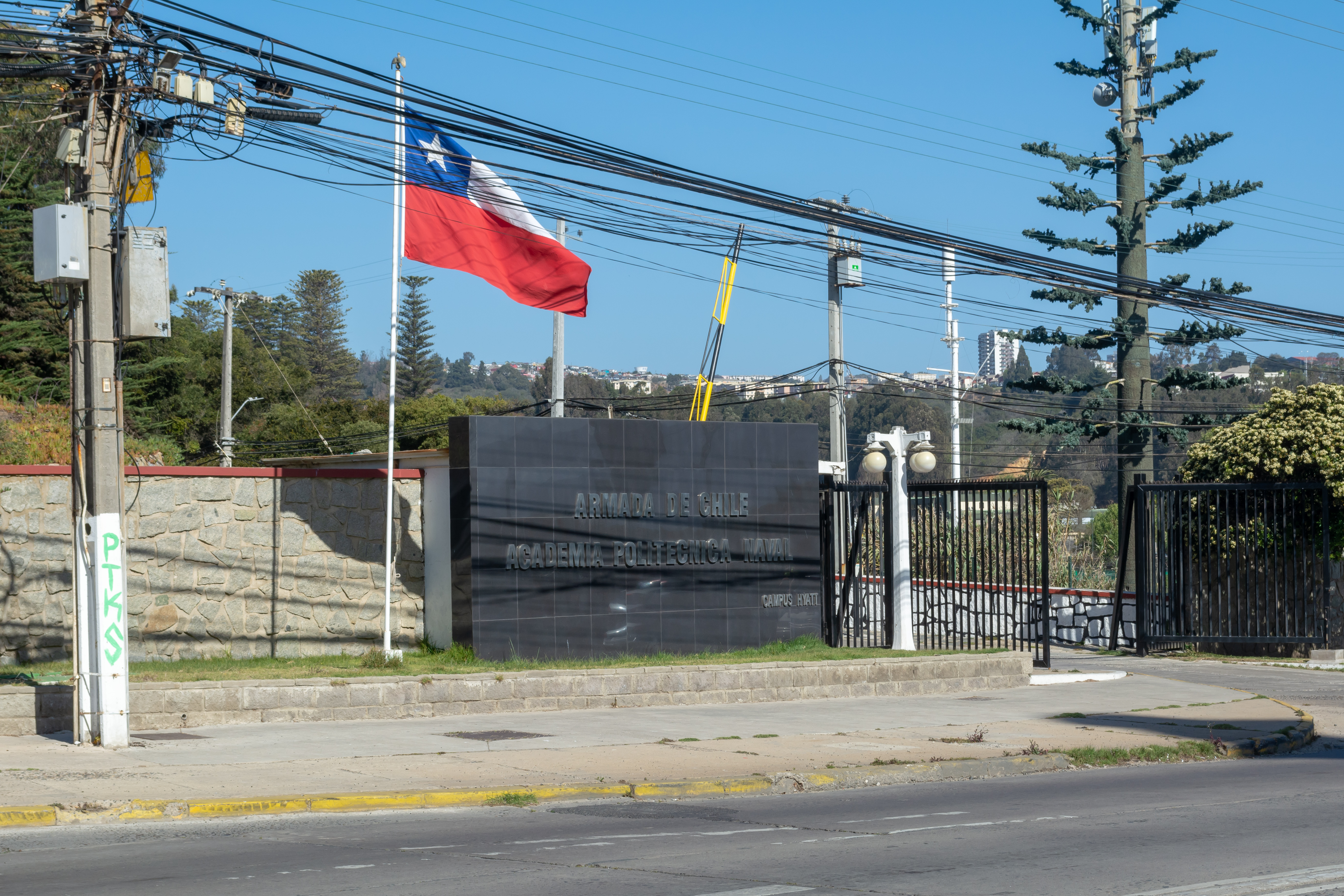
Entrada a la Academia Politécnica Naval, en Viña del Mar.

La Academia Politécnica Naval de Chile fue creada por Decreto Supremo del Gobierno del Presidente Eduardo Frei Montalva, en 1968. Su objetivo es agrupar a todas las unidades de especialidades navales (fue fundado originalmente con el nombre de Escuela de Especialidades de la Armada de Chile). A partir de 1995, pasó a llamarse Academia Politécnica Naval (APOLINAV) y depende de la Dirección de Educación de la Armada. 
Está ubicada en la Base Naval Las Salinas, de Viña del Mar, correspondiente a la Primera Zona Naval de Valparaíso.
Las unidades de especialidades de esta academia son las siguientes:
- Buque Escuela Esmeralda (sólo los Guardiamarinas y Grumetes que efectúan el crucero de instrucción)
- Escuela de Sanidad Naval
- Escuela de Ingeniería Naval
- Escuela de Infantería de Marina "Comandante Jaime Charles"
- Escuela de Abastecimiento y Servicios
- Escuela de Operaciones
- Escuela de Armamentos
- Escuela de Litoral y Faros